# Opilio
Opilio – rodzaj kosarzy z podrzędu Eupnoi i rodziny Phalangiidae, liczący ponad 60 opisanych gatunków.

## Występowanie
Przedstawiciele rodzaju zamieszkują Eurazję, z jednym gatunkiem znanym również z Ameryki Północnej. Z Polski wykazano 4 gatunki:
- Opilio canestrinii (Thorell, 1876)
- Opilio dinaricus Šilhavy, 1938
- Opilio parietinus (De Geer, 1778)
- Opilio saxatilis C.L. Koch, 1839

## Systematyka
Opisano dotąd 63 gatunki kosarzy z tego rodzaju:
| - Opilio acanthopus Rossi, 1847 - Opilio scabripes Walker, 1860 - Opilio monacanta Herbst, 1798 - Opilio aborensis Roewer, 1956 - Opilio adungius Roewer, 1956 - Opilio afghanus Roewer, 1960 - Opilio altaicus Roewer, 1956 - Opilio angulatichelis Roewer, 1952 - Opilio bidentatus (Kulczynski, w: Zichy 1901) - Opilio birmanicus Roewer, 1956 - Opilio bolivianus Roewer, 1956 - Opilio canestrinii (Thorell, 1876) - Opilio chinensis Roewer, 1956 - Opilio conigerus (Sørensen, 1912) - Opilio consputus (Simon, 1895) - Opilio coxipunctus (Sørensen, 1912) - Opilio decoratus L. Koch, 1878 - Opilio dinaricus Silhavý, 1938 - Opilio ejuncidus (Thorell, 1876) - Opilio grasshoffi Starega, 1986 - Opilio hemseni Roewer, 1952 - Opilio hexaspinulatus Saito, 1937 - Opilio himalincola Hadzi, 1973 - Opilio insolitus Roewer, 1956 - Opilio insulae Roewer, 1956 - Opilio kishidai Saito, 1937 - Opilio koreanus Charitonov, 1957 - Opilio kubotai Nakatsudi, 1943 - Opilio kurilus Roewer, 1956 - Opilio laevis Roewer, 1956 - Opilio lederi Roewer, 1911 | - Opilio lepidus L. Koch, w: Schneider 1878 - Opilio lindosiellus Gruber, 1963 - Opilio magnus Hadzi, 1973 - Opilio multidentatus Suzuki, 1957 - Opilio nigerrimus Schenkel, 1953 - Opilio nigridorsus Caporiacco, 1935 - Opilio nipponensis Roewer, 1956 - Opilio pakistanus Roewer, 1956 - Opilio parietinus (De Geer, 1778) - Opilio silhavyi Kratochvíl, 1936 - Opilio peipingensis Wang, 1941 - Opilio pentaspinulatus Suzuki, 1950 - Opilio pictus Hadzi, 1973 - Opilio potanini Gritsenko, 1979 - Opilio potanini (Simon, 1895) - Opilio putnik Karaman, 1999 - Opilio quadridentatus Wang, 1941 - Opilio ravennae Spoek, 1962 - Opilio redikorzevi Roewer, 1956 - Opilio reginae Starega, 1966 - Opilio ruzickai Silhavý, 1938 - Opilio sachaliensis Suzuki, 1957 - Opilio saxatilis C. L. Koch, 1839 - Opilio serrulatus (Karsch, 1881) - Opilio spinulatus Roewer, 1911 - Opilio suchalinus Roewer, 1956 - Opilio sunuitensis Nakatsudi, 1943 - Opilio tchangi Wang, 1941 - Opilio transversalis Roewer, 1956 - Opilio tricolor (Kulczynski, 1901) - Opilio trispinifrons Roewer, 1911 - Opilio zichyi Roewer, 1923 |